# Prattica Terza
Prattica Terza — ансамбль старинной музыки, созданный в 2007 году молодыми музыкантами Санкт-Петербурга. Они посвятили себя исполнению камерной музыки барокко. Это творчество Генделя, Телемана, Баха, Вивальди, Корелли и многих других менее известных композиторов. Характерными тембрами этой музыки являются звучание виолы да гамба, скрипки, старинных флейт, клавесина и органа, а также голоса.
Солисты ансамбля сосредоточены на исторически верном (англ. historically informed performance), или аутентичном, исполнении музыки барокко. Они используют инструменты той эпохи, когда создавалась эта музыка, или их точные копии (англ. period instruments), стилистику и технику того времени. Ансамбль Prattica Terza участвует в петербургском Международном фестивале EARLYMUSIC, выступает совместно с российскими и зарубежными солистами (в частности, с Бобом ван Аспереном).